# زوران یانکوویچ (بازیکن فوتبال)
زوران یانکوویچ (سیریلیک صربی: Зоран Јанковић؛ زادهٔ ۸ فوریهٔ ۱۹۷۴) بازیکن فوتبال اهل بلغارستان است.
از باشگاه‌هایی که در آن بازی کرده‌است می‌توان به باشگاه فوتبال اتنیکوس اچنا، باشگاه فوتبال وویوودینا، باشگاه فوتبال لیتکس لووچ، و باشگاه فوتبال دالیان هایچانگ اشاره کرد.
وی همچنین در تیم ملی فوتبال بلغارستان بازی کرده‌است.